# Terravecchia
Terravecchia – miejscowość i gmina we Włoszech, w regionie Kalabria, w prowincji Cosenza.
Według danych na rok 2004 gminę zamieszkiwało 1135 osób, 56,8 os./km².